# Юрец (река)
Юрец — река в России, протекает по Великоустюгскому району Вологодской области. Устье реки находится в 10 км по левому берегу реки Луза. Длина реки составляет 17 км.
Исток реки в болотах в урочище Большой Юрец в 5 км к югу от села Ильинское и в 34 км к юго-востоку от центра Великого Устюга. Река течёт на северо-запад, в низовьях поворачивает на запад. Всё течение проходит по ненаселённому частично заболоченному лесу. Перед устьем на пойме Лузы делится на два рукава, оба рукава протекают через старицы, перед устьем рукава вновь сливаются. Впадает в Лузу в двух километрах ниже деревни Шастово. Ширина реки на всём протяжении не превышает 10 м.

## Данные водного реестра
По данным государственного водного реестра России и геоинформационной системы водохозяйственного районирования территории РФ, подготовленной Федеральным агентством водных ресурсов:
- Бассейновый округ — Двинско-Печорский
- Речной бассейн — Северная Двина
- Речной подбассейн — Малая Северная Двина
- Водохозяйственный участок — Юг
- Код водного объекта — 03020100212103000013348